# Chenopodium
Chenopodium és un gènere de plantes amb flors dins de la família de les amarantàcies, encara que tradicionalment pertanyia a l'antiga família de les quenopodiàcies. Popularment algunes espècies s'anomenen blets, però aquesta denominació no té valor taxonòmic, ja que inclou també diverses espècies del gènere Amaranthus, entre d'altres. Hi ha unes quantes espècies del gènere Chenopodium que tenen utilitat, com la quinoa que s'utilitza per fer productes alimentaris lliures de gluten, però una gran part es consideren mala herba. Una de les espècies més comunes i característica és el blet blanc (Chenopodium album).

## Descripció
La majoria són herbes robustes,  més o menys nitròfiles, anuals encara que algunes són perennes i erectes de 30 cm a 2 m d'alt; són més o menys ramificades i sovint glanduloses i farinoses a les parts joves. Les fulles tenen pecíol més aviat llarg i de vegades són un xic suculentes; el seu limbe habitualment és ample, més o menys ovat  o rombal, de color verd intens. Les flors són molt menudes amb un periant amb una sola capa (3 a 5 tèpals verdosos). Les llavors són d'un mil·límetre de diàmetre o poc més. La correcta identificació de les espècies requereix habitualment observar amb detall (i una lupa potent) els caràcters florals i dels fruits, ja que els caràcters vegetatius poden variar bastant dins de la mateixa espècie.

## Taxonomia

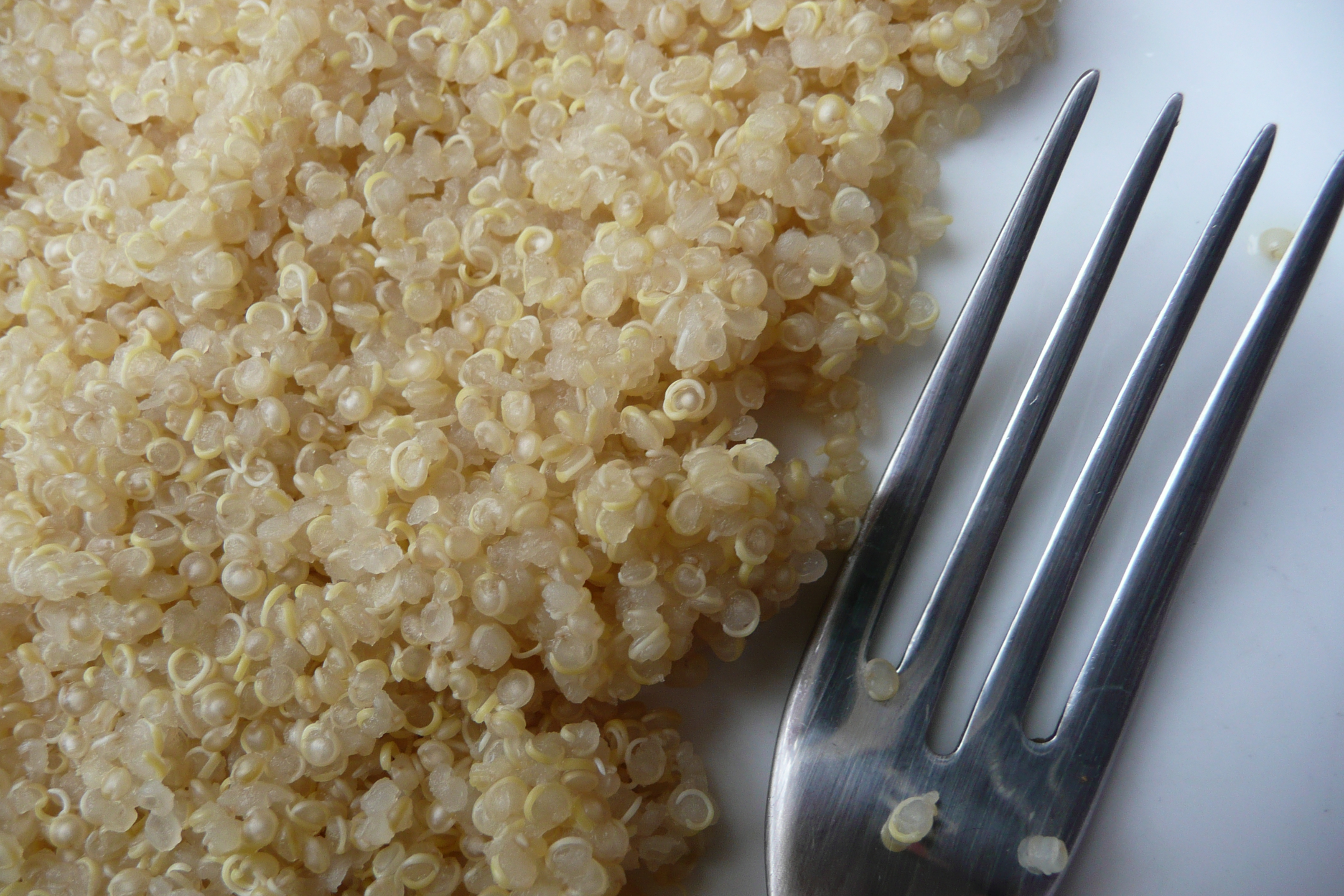
Quinoa (C. quinoa) cuinat

Dins de la família de les amarantàcies el gènere Chenopodium es considera part de la subfamília Chenopodioideae.
En aquesta llista no surten les espècies d'Einadia (= Rhagodia) que hom considera que cal incloure dins de Chenopodium.
- Chenopodium album L. - blet blanc, bledeta, bledó bord, cuineta, cendrosa
- Chenopodium ambrosioides L. - te bord
- Chenopodium aristatum L.
- Chenopodium atrovirens Rydb.
- Chenopodium berlandieri Moq.
- Chenopodium bonus-henricus L. - sarró, armolla, peu d'oca
- Chenopodium botrys L. - xinxera, bodris, milengrana, herba d'atacar la sang
- Chenopodium californicum (S. Wats.) S. Wats.
- Chenopodium capitatum (L.) Ambrosi
- Chenopodium carnosulum Moq.
- Chenopodium chenopodioides (L.) Aellen - blet roig
- Chenopodium cristatum (F. Muell.) F. Muell.
- Chenopodium cycloides A. Nels.
- Chenopodium desiccatum A. Nels.
- Chenopodium ficifolium Sm.
- Chenopodium foggii H.A. Wahl
- Chenopodium foliosum (Moench) Aschers. - bledet fullòs
- Chenopodium fremontii S. Wats.
- Chenopodium glaucum L. - blet farinell
- Chenopodium graveolens Willd.
- Chenopodium hians Standl.
- Chenopodium hircinum Schrad.
- Chenopodium humile Hook.
- Chenopodium hybridum - blet angulós
- Chenopodium incanum (S. Wats.) Heller
- Chenopodium leptophyllum (Moq.) Nutt. ex S. Wats.
- Chenopodium macrospermum J. D. Hook.
- Chenopodium macrospermum Hook. f.
- Chenopodium multifidum L.
- Chenopodium murale L. - blet de mur, congret d'ase
- Chenopodium neomexicanum Standl.
- Chenopodium nevadense Standl.
- Chenopodium oahuense (Meyen) Aellen
- Chenopodium opulifolium Schrad. ex Koch i Ziz - blet de fulla petita
- Chenopodium overi Aellen
- Chenopodium pallescens Standl.
- Chenopodium pallidicaule Aellen
- Chenopodium polyspermum L. - milengrana, blet polisperm
- Chenopodium pratericola Rydb.
- Chenopodium pumilio R. Br.
- Chenopodium quinoa Willd. - Quinoa
- Chenopodium rubrum L. - moll boscà
- Chenopodium salinum Standl.
- Chenopodium schraderianum J.A. Schultes
- Chenopodium simplex (Torr.) Raf.
- Chenopodium standleyanum Aellen
- Chenopodium subglabrum (S. Wats.) A. Nels.
- Chenopodium urbicum L.
- Chenopodium X variabile Aellen
- Chenopodium vulvaria L. - herba sardinera, pixacà, blet pudent
- Chenopodium watsonii A. Nels.